# Palazzo dei Tribunali (Reggio Calabria)

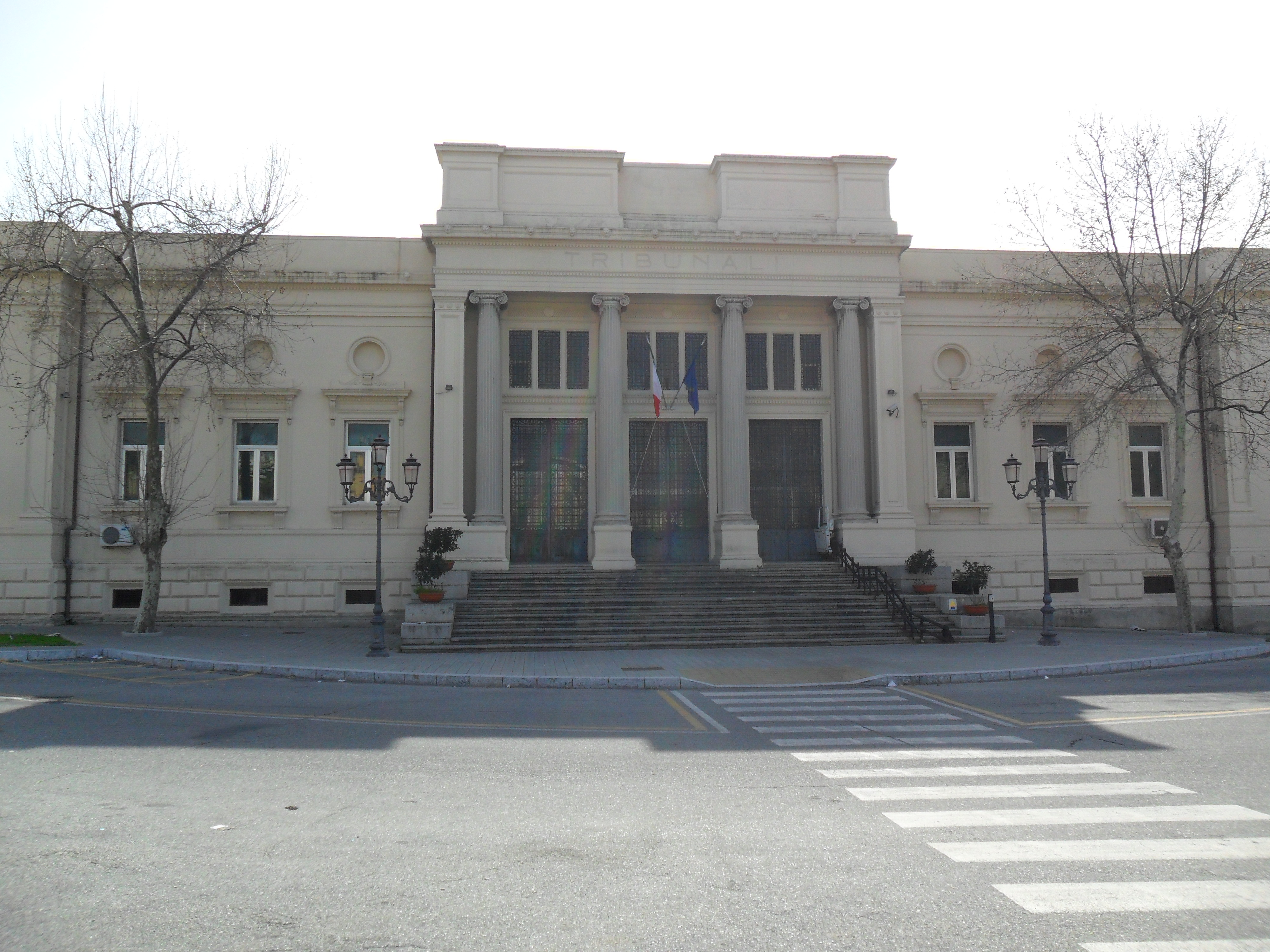
Palazzo dei Tribunali in Reggio Calabria, Hauptfassade zur Piazza Castello

Der Palazzo dei Tribunali ist ein neoklassizistischer
Palast aus den 1920er-Jahren im oberen Teil des historischen Zentrums von Reggio Calabria in der italienischen Region Kalabrien. Er liegt zwischen der Piazza Castello, der Via Girolamo Arcovito, der Giuseppe Mazzini und der Via Domenico Muratori. Das Gebäude wurde 1915 von dem Bauingenieur Farinelli projektiert und 1926 fertiggestellt. Dort waren bis April 2023 die Gerichtsbehörden der Stadt untergebracht, vor allen Dingen der das Assisengericht und das Appellationsgericht. Dann wurde das Gerichtsgebäude in seiner Funktion durch einen Neubau ersetzt.

## Beschreibung
Der Palast ist eines der Gebäude an der Piazza Castello, zeigt sich im Stil des Neoklassizismus und hebt sich durch seine Erhabenheit und die Vor- und Rücksprünge seiner Hauptfassade hervor, die deutlich den mittleren Baukörper zeigen, der durch einige monumentale Linien gekennzeichnet ist.
Das geneigte Gelände warf einige Probleme auf, die durch die Aufteilung des Palastes in mehrere Baukörper gelöst wurden: Das Hauptgebäude, das mit den anderen Teilen durch breite Korridore verbunden ist, und die grandiose Architektur der Außengebäude, die dazu beiträgt, dem Gesamtgebäude eine einheitliche und monumentale Struktur zu verleihen, die mit dem Ziel einer vernünftigen Verteilung der Büros entworfen wurde. Das Gebäude hat einen typischen Aufbau mit zwei geschlossenen Innenhöfen und einem Terrassendach, sowie zwei Vollgeschosse.
Die rechteckige Hauptfassade ist vertikal durch platte, ionische Lisenen an den Ecken begrenzt; es erhebt sich eine breite, einzügige Treppe mit einer gigantischen, ionischen Kolonnade, die die Öffnungen markiert. Das Portal besteht aus drei großen Öffnungen mit Architraven, über denen sich drei große, dreigeteilte Fenster erheben, die mit kunstvoll gestalteten Gittern verschlossen sind, die die gleichen dekorativen Linien zeigen wie die Gitter der Eingänge. An ihren Seiten folgen aufeinander zwei Reihen von gerahmten Fenstern, über denen ein gerades, vorspringendes und verziertes Gesims verläuft, über denen sich hohle, kreisförmige Dekorationen befinden. Die mit glattem Bossenwerk verkleidete Basis enthält die Fensteröffnungen des Tiefparterres. Der obere Teil des Gebäudes beginnt mit einem grandiosen, hohen Gebälk, das nur wenig als Relief hervortritt und über dem sich das reiche Traufgesims erstreckt und sich eine Brüstung aus Mauerwerk anschließt, die sich über dem Haupteingang erhebt.
Die anderen Fassaden, die aufgrund des Höhenunterschiedes des Baugeländes eine größere Höhe aufweisen, wiederholen die architektonischen Linien der Hauptfassade und sind horizontal durch reiche Gesimse geteilt.